# GREATEST FIVE
『GREATEST FIVE』（グレイテストファイブ）は、RIP SLYMEのベストアルバム。2025年7月16日発売。

## 概要
デビュー25周年イヤーを記念し、CD発売・配信リリースされた。
RIP SLYMEの大ヒット曲を中心に、再集結後初のシングルとなった「どON」、先行配信した最新曲「Wacha Wacha」などの新曲を加えた全48曲を収録。ジャケットには、今年生誕90周年を迎える赤塚不二夫の作品”天才バカボン”風メンバーキャラクターを、現在のメンバーのイメージにブラッシュアップしてデザイン。
本作CD（初回限定盤・通常盤ともに）には10月・11月に開催されるツアー、「RIP SLYME TOUR 2025 DANCE FLOOR MASSIVE FINAL」のライブチケットに、どこよりも早く応募ができるシリアルナンバーが特典として数量限定で封入。 
初回限定盤には三方背BOXを採用、三方背BOXにはCDとともにメンバーのキャラクターイラストが描かれたライブスタッフパス風ステッカーとジャケットデザインステッカー、そしてここでしか入手することができないオリジナルポスターが特典として封入。
早期予約特典は、数量限定ながら超豪華な、メンバー5人で今作の為に制作した、ここでしか聴くことができないオリジナルラジオ番組「GREATEST RADIO」のカセットテープが付属。

## 再集結の経緯
ベストアルバム発売や5人での新曲制作に向かうまでの間、次のような流れで4年半程の月日が流れていた。
- 2017年4月　SU活動休止
- 2017年9月　PES脱退
- 2018年10月　RIP SLYME活動休止
- 2021年11月　3人体制で活動再開、同時にPESが脱退していたことが発表される

2022年の春、3人体制での5ヶ月連続配信リリースを開始するタイミングで、ILMARIからRYO-Z・FUMIYAの2名に、また5人体制でやりたいという思いを伝えている。その後、ILMARIはPES・SUともそれぞれ個別に会う機会を設け、各メンバーに5人体制での活動に対する思いを伝えていった。

一方、PESも客観的にRIP SLYMEの活動を観ていく中で、RIP SLYMEとしての再始動の形を模索しており、2023年春頃から何度か会っていたILMARIや、RIP SLYMEを支えてきたスタッフ達に伝えていた。そうした話し合いの期間を経て、2024年2月、ILMARIがインスタグラムにPESとの2ショット写真を投稿し、ファンの間で大きな反響を集めた。更にその少し後、2024年春、3月半ば頃におでん屋で5人が一同に会することとなり、2024年秋から再始動に向けて制作活動に取り掛かり始めたという。2025年4月、5人体制での活動再開が公式にアナウンスされる。ILMARIは自身のインスタグラムで、1年前のおでん屋で撮影していた集合写真を掲載するとともに活動再開を報告した。

## 収録曲

### DISC1
1. どON
（作詞：RYO-Z, ILMARI, PES, SU　作曲：DJ FUMIYA, PES）
初出：配信（2025年、アルバム初収録）
  - 2025年2月頃から制作に取り掛かった。60年代のファンクやJAZZのような上モノに、今様のドラム、ベースを合わせた楽曲。[2]
  - 制作は「Wacha Wacha」より後だったが、最初に発表し、かつ、PES・SUのヴァースから始めるのがよいというスタッフの意見を取り入れた。
  - RYO-Zの2ndヴァースはFunkdoobiest，Fat Boyz，バスタ・ライムス等を元ネタとする歌詞やフロウを散りばめ、他にもILMARIはG.K.MARYAN，ZEEBRA，ケツメイシ，千葉雄喜等，RYO-Zの1stヴァースではEAST END等、色々なネタが散りばめられている。
  - MVはMESS監督が担当している。
2. Wacha Wacha
（作詞：RYO-Z, ILMARI, PES, SU　作曲：DJ FUMIYA, PES）
初出：配信（2025年、アルバム初収録）
  - アフリカのワールドミュージックを意識した楽曲で、FUMIYAからPESに送付された初期音源のファイル名は「FUMIYA_AFRICA_126」だった。プロレスのゴング、電子音、ディジュリドゥ等、特徴的な音が多用されている。[3]
  - 「ワチャワチャしてるな」というのはRIP SLYMEのメンバーの中でも会話でよく使われる言葉で、フックの「お前らの気持ちはよく分かった」はPESがとんねるずのファンであることから引用された一節となっている。
  - MVは木村太一監督が担当している。
3. 楽園ベイベー
初出：5thシングル
過去の収録アルバム：2ndアルバム『Tokyo Classic』、1stベスト『グッジョブ！』、2ndベスト『GOOD TIMES』
4. FUNKASTIC  (GREATEST FIVE ver.)
初出：新録（原曲は4thシングル）
5. GALAXY
初出：9thシングル
過去の収録アルバム：4thアルバム『MASTERPIECE』、1stベスト『グッジョブ！』、2ndベスト『GOOD TIMES』
6. 雑念エンタテインメント
初出：2ndシングル
過去の収録アルバム：1stアルバム『FIVE』、1stベスト『グッジョブ！』、2ndベスト『GOOD TIMES』
7. Tokyo Classic
初出：2ndアルバム『Tokyo Classic』
過去の収録アルバム：2ndアルバム『Tokyo Classic』、1stベスト『グッジョブ！』
8. BLUE BE-BOP
初出：6thシングル
過去の収録アルバム：3rdアルバム『TIME TO GO』、1stベスト『グッジョブ！』、2ndベスト『GOOD TIMES』
9. ミニッツ・メイド
初出：3rdアルバム『TIME TO GO』
過去の収録アルバム：3rdアルバム『TIME TO GO』、裏ベスト『BAD TIMES』
10. 黄昏サラウンド
初出：10thシングル
過去の収録アルバム：4thアルバム『MASTERPIECE』、1stベスト『グッジョブ！』、2ndベスト『GOOD TIMES』
11. Dandelion
初出：8thシングル
過去の収録アルバム：4thアルバム『MASTERPIECE』、1stベスト『グッジョブ！』、2ndベスト『GOOD TIMES』
12. STEPPER'S DELIGHT
初出：1stシングル
過去の収録アルバム：1stアルバム『FIVE』、1stベスト『グッジョブ！』、2ndベスト『GOOD TIMES』
13. JOINT
初出：7thシングル
過去の収録アルバム：3rdアルバム『TIME TO GO』、1stベスト『グッジョブ！』、2ndベスト『GOOD TIMES』
14. Super Shooter
初出：9thシングル（カップリング）
過去の収録アルバム：1stベスト特別盤『“GOOD JOB！”CHRISTMAS EDITION』、2ndベスト『GOOD TIMES』
15. One (GREATEST FIVE ver.)
初出：新録（原曲は3rdシングル）

### DISC2
1. 結果論
（作詞：RYO-Z, ILMARI, PES, SU　作曲：DJ FUMIYA, PES）
  - トラップのBPMを取り入れ、ベースミュージックを意識して制作。後半の転調で本音と建前が交錯する構成とし、本音パートが半音で進んでいく。[4]
  - 丸山雄大監督によるMVも制作され、「One」のMVを思わされるガソリンスタンドのシーンも話題になった。[5]

初出：新曲
2. STAIRS
初出：16thシングル
過去の収録アルバム：7thアルバム『JOURNEY』、2ndベスト『GOOD TIMES』
3. ラヴぃ（リップスライムとくるり）
初出：コラボレーションシングル
過去の収録アルバム：5thアルバム『EPOCH』、2ndベスト『GOOD TIMES』
4. ブロウ
初出：12thシングル
過去の収録アルバム：5thアルバム『EPOCH』、2ndベスト『GOOD TIMES』
5. Good Day adidas original remix by DJ FUMIYA
初出：配信（2009年、アルバム初収録）
6. The Beat Goes On
初出：8thアルバム『STAR』
過去の収録アルバム：8thアルバム『STAR』
7. Hot chocolate
初出：11thシングル
過去の収録アルバム：5thアルバム『EPOCH』、2ndベスト『GOOD TIMES』
8. 太陽とビキニ
初出：15thシングル
過去の収録アルバム：7thアルバム『JOURNEY』、2ndベスト『GOOD TIMES』
9. I・N・G
初出：6thアルバム『FUNFAIR』
過去の収録アルバム：6thアルバム『FUNFAIR』、2ndベスト『GOOD TIMES』
10. SPEED KING
初出：14thシングル
過去の収録アルバム：6thアルバム『FUNFAIR』、2ndベスト『GOOD TIMES』
11. Remember (RIP SLYME with MONGOL800）
初出：6thアルバム『FUNFAIR』
過去の収録アルバム：6thアルバム『FUNFAIR』、2ndベスト『GOOD TIMES』
12. Tales
初出：6thアルバム『FUNFAIR』
過去の収録アルバム：6thアルバム『FUNFAIR』、2ndベスト『GOOD TIMES』
13. SCAR
初出：ベストアルバム『GOOD TIMES』
過去の収録アルバム：2ndベスト『GOOD TIMES』
14. センス・オブ・ワンダー
初出：8thアルバム『STAR』
過去の収録アルバム：8thアルバム『STAR』
15. 熱帯夜
初出：13thシングル
過去の収録アルバム：6thアルバム『FUNFAIR』、2ndベスト『GOOD TIMES』
16. Wonderful
初出：5thアルバム『EPOCH』
過去の収録アルバム：5thアルバム『EPOCH』

### DISC3
1. サヨナラSunset feat. WISE & おかもとえみ (RS5 Remix)
初出：新曲（原曲は配信（2022年））
  - 3人体制時代の曲の5MC構成リミックス。SUは原曲を何度も聴いており、自分が参加してたらどんなヴァースにするか元々考えており、PESは当初全て英語詞で作っていたが、FUMIYAのアドバイスで日本語詞に変更した。[6]
2. ピース
初出：21thシングル
過去の収録アルバム：10thアルバム『10』
3. 甘い生活～ La dolce vita ～
初出：8thアルバム『STAR』
過去の収録アルバム：8thアルバム『STAR』
4. SLY
初出：20thシングル
過去の収録アルバム：9thアルバム『GOLDEN TIME』
5. BABY
初出：8thアルバム『STAR』
過去の収録アルバム：8thアルバム『STAR』
  - シングル・カットされた曲やアルバム表題曲ではないが、FUMIYAにより選曲された。[7]
6. ジャングルフィーバー
初出：19thシングル
過去の収録アルバム：9thアルバム『GOLDEN TIME』
7. Human Nature
初出：配信（2022年、アルバム初収録）
8. バンビーナ（BAMBINO MIX）
初出：配信（2011年）
9. Rightnow! feat. SAMI-T from Mighty Crown (RS5 Remix)
初出：新曲（原曲は配信（2022年））
  - 3人体制時代の曲の5MC構成リミックス。FUMIYAらしいジャングルの曲。SU参加曲としては、『GREATEST FIVE』の中で最初に収録した作品。[8]
10. POPCORN NANCY
初出：22thシングル
過去の収録アルバム：10thアルバム『10』
11. Chill Town
（作詞：RYO-Z, ILMARI, PES, SU　作曲：DJ FUMIYA, PES）
初出：新曲
  - J-WAVEのキャンペーン「CHILL TOWN TOKYO 〜COOL SUMMER 2025〜」のキャンペーンソング。
  - BPMの設定を90台にして、90年代R&B、ヒップホップを意識して制作。J-WAVEから大人っぽいクールな夏というテーマを与えられ、90年代のメロウに盛り上げるサマーソングを意識した曲となった。[9]
12. RUN with...
初出：配信（2013年）
過去の収録アルバム：9thアルバム『GOLDEN TIME』
13. JUMP with chay
初出：22thシングル
過去の収録アルバム：10thアルバム『10』
14. 楽園ベイベー (2014 Summer Remix)
初出：初公式音源化（クリスマスライブで限定販売された音源）
15. Good Times
初出：ベストアルバム『GOOD TIMES』
過去の収録アルバム：2ndベスト『GOOD TIMES』
16. この道を行こう
初出：配信（2015年）
過去の収録アルバム：10thアルバム『10』
17. ロングバケーション
初出：18thシングル
過去の収録アルバム：9thアルバム『GOLDEN TIME』

## 演奏
Disc 1
- DJ FUMIYA
  - Programming (#1.2)
  - Scratch (#2.4.10.11.14.15)
  - Drums (#10)
  - Other Instruments (#11)
  - Percussion (#13)
- Totzan
  - Guitar (#3.5.8.9.12)
  - Bass (#3.8.12)
  - Acoustic Guitar, Wood Bass (#10)
- 弦一徹ストリングス：Strings (#3.15)
- 河野伸
  - Strings Arrangement (#3.8.12.15)
  - Horn Arrangement (#4.5.8)
- 山本拓夫
  - Flute (#3.8)
  - Baritone Sax (#4)
  - Tenor Sax (#5)
  - Sax (#8)
- KYON
  - Electric Guitar, Piano (#4)
  - Organ (#11)
- 澤田浩史：Bass (#4)
- 鎌田清：Drums (#4)
- エリック・ミヤシロ：Trumpet (#4.8)
- Russ Capri：Trumpet (#4)
- 西村浩二：Trumpet (#4.5)
- 村田陽一、山城純子：Trombone (#4)
- 広原正典：Trombone (#4.8)
- 小池修：Alto Sax (#4)
- 竹野昌邦
  - Tenor Sax (#4)
  - Alto Sax (#5)
- 吉田治：Tenor Sax (#4)
- 藤田乙比古、高野哲夫：Horn (#4)
- 加藤薫
  - Additional Guitar (#4)
  - Electric Sitar, Slide Guitar (#10)
  - Acoustic Guitar (#15)
- 菅坂雅彦：Trumpet (#5)
- 宮原永海：Chorus (#5)
- 金原千恵子ストリングス：Strings (#8.12)
- 前田卓次：Conga (#10)
- 為岡そのみ：Keyboards (#10)
- 末松一人：Acoustic Guitar (#11)
- ミト (クラムボン)：Bass (#11)
- 森村献：Keyboards (#12)
- 江川ゲンタ：Percussion (#12)
- 片山敦夫：Piano (#13)
- F2：Chorus (#13)
- ナスノミツル：Bass (#15)

Disc 2
- DJ FUMIYA
  - Programming (#1.11)
  - Scratch (#4.10.11)
  - Remix (#5)
  - Piano, Chorus Arrangement (#8)
  - Additional Programming, Production (#13)
- PES：Acoustic Guitar (#12)
- 河野伸：Strings Arrangement (#2.4)
- 金原千恵子ストリングス：Strings (#2)
- かっぱ (重座聖書, KIVOLY, 鶯, EIHOU)、J6、Q-ティックル、Vijandeux (Willie & NORI)：Chorus (#2)
- ヨースケ@HOME
  - Chorus (#2)
  - Chorus Arrangement Assist (#7)
- Totzan
  - Chorus (#2)
  - Guitar (#2.7.8.9.10)
  - Bass (#2.8)
  - Electric Guitar (#4)
  - Wood Bass (#10)
- 岸田繁 (くるり)：Acoustic Guitar, Electric Guitar, Bouzouki, Programming, Background Vocal (#3)
- 佐藤征史 (くるり)：Bass, Background Vocal (#3)
- 大村達身 (くるり)：Electric Guitar (#3)
- 弦一徹：Strings (#4)
- 岡雄三：Bass (#4)
- Chil：Chorus (#4.15)
- 中野勇介：Trumpet (#7)
- 五十嵐誠：Trombone (#7)
- 本間将人：Saxophone (#7)
- 宮原永海：Chorus (#7)
- 森広隆：Chorus, Chorus Arrangement (#8)
- Stuart-O, Kieron Cashell, Brad Holmes：Chorus (#8)
- 上江洌清作 (MONGOL800)：Vocal, Bass (#11)
- 儀間崇 (MONGOL800)：Guitar, Chorus (#11)
- 髙里悟 (MONGOL800)：Drums, Chorus (#11)
- 福富幸宏：Programming, Additional Arrangement (#11)
- SONPUB：Programming (#11)
- ルイス・バジェ：Trumpet (#13)
- Gabriele Roberto：Strings Arrangement, Programming (#14)
- DJ SOMA：Scratch (#15)
- 河内肇：Rhodes (#15)

Disc 3
- DJ FUMIYA
  - Programming (#4.6.7.9-13.16)
  - Scratch (#5.8.17)
  - Guitar (#12)
- Totzan
  - Guitar (#1.4.12)
  - Bass (#1)
  - Slide Guitar (#6)
  - Acoustic Guitar (#13.17)
  - Electric Guitar (#17)
- 山本タカシ：Guitars (#2.4)
- 沖山優司：Bass (#2)
- 三沢またろう：Percussion (#2)
- 西村浩二、菅坂雅彦：Trumpet (#2)
- 山本拓夫
  - Tenor Saxophone, Baritone Saxophone (#2)
  - Flute (#4)
- 竹野昌邦：Alto Saxophone (#2)
- 河野伸
  - Horn Arrangement (#2)
  - Strings Arrangement, Flute Arrangement (#4)
  - Acoustic Piano (#17)
- Chil：Chorus (#2.4.5.17)
- 為岡そのみ：Chorus(#2)
- 本間将人：Flute (#3)
- ハマ・オカモト (OKAMOTO'S)：Bass (#4)
- Dr.Kyon：Electric Piano (#4)
- 金原千恵子ストリングス：Strings (#4)
- 宮原永海：Chorus (#6.15)
- バクバクドキン：Chorus (#8)
- Jazzin' park：Programming (#10)
- 久保田真悟：Electric Guitar (#10)
- Chieko Izawa, Yuri Furushima, Minako Makiuchi, Izumi Uehara, KAY♡, KAORI, Aki Ikuta, Sakura Furuya, Aya, Maiko Kameyama, Mikina Ishioka, Natsuko Mikami, Yuka Maeda, Ai Yokomaku, Risa Shiino, Tomoko Ohkouchi, Yumiko Miyake：Cheerleading (#12)
- chay：Vocal, Chorus (#13)
- ヨースケ@HOME：Blues Harp (#13)